# Бураковское сельское поселение (Татарстан)
Бураковское се́льское поселе́ние — муниципальное образование в Спасском районе Татарстана Российской Федерации.
Административный центр — село Бураково.

## История
Статус и границы сельского поселения установлены Законом Республики Татарстан от 31 января 2005 года № 40-ЗРТ «Об установлении границ территорий и статусе муниципального образования "Спасский муниципальный район" и муниципальных образований в его составе».

## Население
| 2010 | 2011 | 2012 | 2013 | 2014 | 2015 | 2016 |
| ---- | ---- | ---- | ---- | ---- | ---- | ---- |
| 628  | ↘626 | ↘603 | ↘572 | ↘559 | ↘549 | ↘527 |
| 2017 | 2018 |      |      |      |      |      |
| ↗534 | ↘525 |      |      |      |      |      |

## Состав сельского поселения
| № | Населённый пункт | Тип населённого пункта       | Население |
| - | ---------------- | ---------------------------- | --------- |
| 1 | Бураково         | село, административный центр |           |
| 2 | Каюки            | село                         |           |
| 3 | Кожаевка         | деревня                      |           |
| 4 | Коминтерн        | посёлок                      |           |

## Археология
На биритуальном могильнике Коминтерн II у посёлка Коминтерн погребения-кремации (трупосожжения) славян (?) именьковской культуры расположены чересполосно с гото-аланскими ингумациями (трупоположениями) турбаслинской культуры.